# Non stick beläggning
En non-stick-beläggning är en yta konstruerad för att minska förmågan hos andra material att fastna. Nonstick-stekpannor är den populäraste tillämpningen. Under 2000-talet har även andra beläggningar marknadsförts som non-stick, såsom anodiserad aluminium, keramik, silikon och emaljerad gjutjärn. 
Den användbara matlagningsytan medför också några potentiella risker. Vissa forskare, miljöaktivister och konsumentfrämjande grupper uttrycker en oro för kemikalierna som används för att göra många av de nonstick-beläggningarna som finns på marknaden, till exempel PTFE (Mer känd som Teflon). De stora kemiska tillverkarna har dock avvecklat användningen av det farliga ämnet PFOA, och Teflon har varit PFOA-fritt sedan 2013. Istället används kemikalien HFPO-DA, även känd som GenX, som har visats ha liknande svårnedbrytbara och cancerframkallande egenskaper.

## Historia
Teflon (polytetrafluoroeten eller PTFE) uppfanns av Roy Plunkett 1938, medan han arbetade för DuPont-företaget. Ämnet visade sig ha flera unika egenskaper, inklusive mycket god korrosionsbeständighet och den lägsta friktionskoefficienten för något ämne som ännu har tillverkats. PTFE användes först för att göra tätningar resistenta mot uranhexafluoridgas som användes vid utvecklingen av atombomben under andra världskriget och betraktades som en militär hemlighet. Dupont registrerade varumärket Teflon 1944 och planerade för efterkrigstidens kommersiella användning av den nya produkten. 
År 1951 hade Dupont utvecklat tillämpningen för Teflon inom kommersiell tillverkning av bröd och kakor; emellertid undvek företaget marknaden för konsumentköksartiklar på grund av potentiella problem förknippade med frisläppande av giftiga gaser om kokplattorna överhettades i otillräckligt ventilerade utrymmen. När han arbetade på DuPont, uppmanades NYU Tandon School of Engineering alumnus John Gilbert att utvärdera ett nyutvecklat material som heter Teflon. Hans experiment med att använda den fluorerade polymeren som en ytbeläggning för krukor och kokkärl hjälpte till att inleda en revolution inom köksredskap som började kallas för "Non-stick"
Några år senare hade en fransk ingenjör börjat belägga sina fiskeredskap med teflon för att förhindra trassel. Hans fru Colette föreslog att man använder samma metod för att täcka hennes kokpannor. Idén var framgångsrik och ett franskt patent beviljades för processen 1954. Företaget Tefal bildades 1956 för att tillverka non-stick kokkärl. 
Inte alla non-stick kokkärl använder Teflon; andra icke-stickbeläggningar har blivit tillgängliga. Till exempel kan en blandning av titan och keramik sandblästras på pannytan som sedan eldas vid 2 000 ° C (3 630 ° F) för att producera en keramisk beläggning utan stick.

## Hälsoproblem
När kokkärl överhettas över ungefär 350° C (660° F) börjar PTFE-beläggningen att dissocieras, vilket släpper perfluoroktansyra (PFOA), vilket kan orsaka luftvägsirritation hos människor och kan vara dödligt för fåglar. Det har väckt oro över de möjliga negativa effekterna av att använda PTFE-belagda kokpannor. 
Tidigare versioner av PTFE användes för att inkludera PFOA som emulgeringsmedel; PFOA är emellertid ett bestående organiskt förorenande ämne och utgör både miljö- och hälsoproblem, och fasas nu ut ur användning vid PTFE-bearbetning.